# Nesticus fagei
Nesticus fagei là một loài nhện trong họ Nesticidae.
Loài này thuộc chi Nesticus. Nesticus fagei được Josef Kratochvíl miêu tả năm 1933.